# Hinokitiol

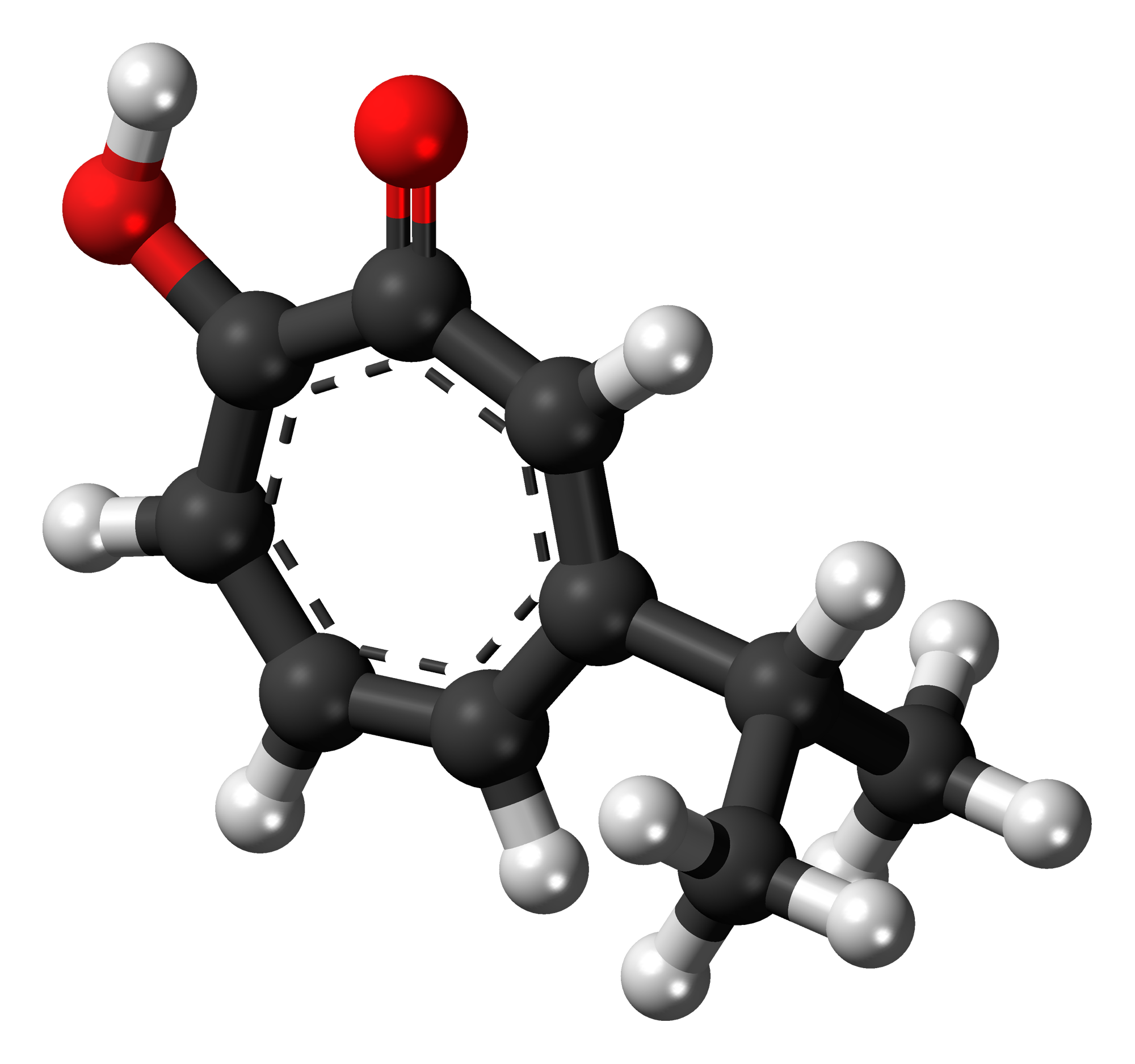
Modèle boules-bâtonnets de la molécule de hinokitiol

L’hinokitiol (β-thujaplicin) est un monoterpénoïde naturel trouvé dans le bois des arbres de la famille des cupressaceae. Il s’agit d’un dérivé de la tropolone et un thujaplicine. L’hinokitiol est largement utilisé dans les soins buccaux et produits de traitement en raison de son action antimicrobienne à large spectre et anti-inflammatoire. Il est aussi approuvé comme additif alimentaire au Japon.

## Origine
L’hinokitiol tient son nom sa découverte dans l’arbre taiwanais hinoki en 1936. Il est en fait presque absent dans l’hinoki japonais mais le Juniperus cedrus, le cèdre hiba (Thujopsis dolabrata)et le cèdre rouge occidental (Thuja plicata) en contiennent une forte concentration (environ 0,04% de la masse du duramen). Il peut être aisément extrait du cèdre à l’aide d’un solvant et par ultrasons.
L’hinokitiol est structurellement lié à la tropolone, qui ne contient pas de substitut d’isopropyle. Les tropolones sont des agents de chélation bien connus.

## Usages

### Produits de soins buccaux et dermatologique
L'Hinokitiol est utilisé dans une variété de produits destiné aux soins de peau comme des savons, des lotions, des shampooings et autres produits de soins capillaires,; mais aussi pour les soins de la bouche, comme des dentifrices, ou des bains de bouche.

### Répulsif pour insectes
Il a été découvert que l'Hinokitiol possède des propriétés insecticides et pesticides contre les termites s'en prenant aux cultures (Reticulitermes speratus, Coptotermes formosanus) et les coccinelles (Lasioderma serricorne, Callosobruchus chinensis). Parfois même contre certains acariens (Dermatophagoides farinae, Tyrophagus putrescentiae) et larves de moustiques (Aedes aegypti, Culex pipiens). L'Hinokitiol est un supplément dans certains répulsifs pour tiques et insectes en grandes surfaces.